# Walther Ansorge
Walther Ansorge (* 20. April 1886 in Breslau; † 15. Oktober 1967) war ein deutscher Jurist.

## Werdegang
Ansorge war von 21. Oktober 1950 bis 30. April 1956 Bundesfinanzrichter. Ab 1. Mai 1951 war er Senatspräsident. Er war seit 1905 Mitglied der katholischen Studentenverbindung KDStV Salia Köln.